# Richard B. Fisher Center for the Performing Arts
Il Richard B. Fisher Center for the Performing Arts at Bard College, chiamato anche solo Fisher Center, è un edificio adibito come sala per spettacoli situata a Annandale-on-Hudson, New York, nella valle dell'Hudson. 

## Descrizione
Progettato dall'architetto Frank Gehry, il centro con una superficie di 10.000 m² ospita due teatri, quattro studi di prova per danza, teatro e musica e strutture di supporto professionale. I sistemi di riscaldamento e condizionamento dell'aria dell'edificio sono interamente alimentati da fonti geotermiche, consentendo al Fisher Center di non usare i combustibili fossili. Il costo totale del progetto ha raggiunto i 62 milioni di dollari USA e ha richiesto tre anni per essere completato, aprendo nell'aprile 2003